# Шишмарьов (Аляска)
Шишмарьов (англ. Shishmaref) — місто (англ. city) в США, в окрузі Ноум штату Аляска. Населення — 576 осіб (2020).

## Географія
Шишмарьов розташований за координатами 66°14′6″ пн. ш. 166°7′9″ зх. д. / 66.23500° пн. ш. 166.11917° зх. д. (66.234999, -166.119139).  За даними Бюро перепису населення США в 2010 році місто мало площу 18,82 км², з яких 5,76 км² — суходіл та 13,06 км² — водойми.

## Демографія
Згідно з переписом 2010 року, у місті мешкали 563 особи в 141 домогосподарстві у складі 111 родини. Густота населення становила 30 осіб/км².  Було 151 помешкання (8/км²).
Расовий склад населення:
| - 94,8 % — корінних американців - 3,6 % — білих - 0,4 % — азіатів |

До двох чи більше рас належало 1,2 %. Частка іспаномовних становила 0,2 % від усіх жителів.
За віковим діапазоном населення розподілялося таким чином: 41,0 % — особи молодші 18 років, 52,4 % — особи у віці 18—64 років, 6,6 % — особи у віці 65 років та старші. Медіана віку мешканця становила 22,5 року. На 100 осіб жіночої статі у місті припадало 122,5 чоловіків;  на 100 жінок у віці від 18 років та старших — 121,3 чоловіків також старших 18 років.
Середній дохід на одне домашнє господарство  становив 43 869 доларів США (медіана — 29 375), а середній дохід на одну сім'ю — 41 180 доларів (медіана — 27 361). Медіана доходів становила 36 667 доларів для чоловіків та 49 167 доларів для жінок. За межею бідності перебувало 42,8 % осіб, у тому числі 48,9 % дітей у віці до 18 років та 10,3 % осіб у віці 65 років та старших.
Цивільне працевлаштоване населення становило 139 осіб. Основні галузі зайнятості: освіта, охорона здоров'я та соціальна допомога — 33,1 %, публічна адміністрація — 23,0 %, роздрібна торгівля — 12,9 %, мистецтво, розваги та відпочинок — 12,9 %.